# Nubaca jezik
Nubaca jezik (baca, bango, bongo, central yambassa, nu baca; ISO 639-3: baf), južnobantoidni jezik skupime mbam, podskupine Yambasa (A.60), kojim govori 4 500 ljudi (2007) u provinciji Center, Kamerun.
Govore se tri dijalekta: centre nubaca, kélendé i nibiég. Starije osobe služe se i jezikom ewondo [ewo] ili basaa [bas], dok mlađi preferiraju francuski [fra].

## Vanjske poveznice
- Ethnologue (14th)
- Ethnologue (15th)